# Церковь Сергия Радонежского (Бад-Киссинген)
Храм Преподо́бного Се́ргия Ра́донежского (нем. Russisch-Orthodoxe Kirche des Hl. Sergius von Radonez) — православный храм в городе Бад-Киссинген в Германии.
Находится в юрисдикции Берлинской и Германской епархии Русской православной церкви заграницей. Настоятель — иерей Алексий Леммер.

## История
Первоначально предполагалось устроить православный храм в Киссингене ещё в 1846 году, когда князь И. Л. Голенищев-Кутузов собрал четверть необходимой суммы для устройства храма в доме на Людвигштрассе. К этому времени уже были изготовлены иконостас и утварь и написаны образа. Однако болезнь князя не позволила продолжить начатое.
В 1857 году, когда в город на лечение должен был прибыть император Александр II, магистратом было решено подарить земельный участок для строительства русской православной церкви. В связи с тем, что императору не удалось приехать, дарительная грамота была им с благодарностью возвращена.
Впоследствии, когда Александр II приезжал в 1864 и 1868 годах в Бад-Киссинген, в его покоях устраивалась часовня.
Впоследствии идею строительства отдельного храма выдвинул протоиерей Алексий Мальцев. Приобретению участка земли в августе 1897 года содействовал магистрат.
Закладка отдельного храма состоялась 20 июля (1 августа) 1898 года. Её совершил митрополит Румынской православной церкви Иосиф (Георгиану).
Автором проекта был Виктор Шрётер. Строительство велось под наблюдением К. Кампфа и на средства Свято-Владимирского братства. Председателем Строительного комитета был российский посланник в Мюнхене Александр Извольский.
5 (18) июля 1901 года тем же митрополитом храм был освящён во имя преподобного Сергия Радонежского. Ему сослужило русское духовенство из Берлина и Штутгарта.
Богослужения в церкви совершались в летний период духовенством Берлинской, Кобургской, Веймарской и Штутгартской церквей.
С началом Первой мировой войны церковь была закрыта. Храм рассматривался как собственность противника. Колокола были сняты и переплавлены. Церковь перешла в постороннее ведение.
Первое послевоенное богослужение в храме состоялось 10 июня 1921 года; его совершил архиепископ Евлогий (Георгиевский). Церковь находилась в юрисдикции Управляющего русскими приходами в Западной Европе Русской православной церкви. С 1926 года она входила в Берлинскую и Германскую епархию Русской православной церкви заграницей. Нерегулярные богослужения совершались только в летний период. В 1931—1937 годах в Киссингене службы вообще не проводились.
Регулярные службы возобновились в 1938 году разъездным священником для Баварии Андреем Ловчим. Прихожанами были как русские, так и болгары, румыны, сербы и греки.
В период Второй мировой войны храм окормлял многих советских военнопленных.
В июле 1945 года церковь становится кафедральным храмом епископа Киссингенского Русской православной церкви заграницей, им стал епископ Александр (Ловчий). В приходе состояло 150—200 человек. В 1944—1946 годы настоятелем храма был протоиерей Александр Богачёв, приехавший в Киссинген из Познани с некоторыми своими прихожанами. В 1945 году он помогал множеству русских беженцев, спасая их от выдачи в СССР. Скончавшись в 1946 году от последствий недавнего заключения в тюрьме гестапо, он был похоронен на городском кладбище «Parkfriedhof», где его могила до сих пор сохранилась.
После 1950 года количество прихожан стало быстро сокращаться, что в итоге привело к тому, что стало невозможным существование отдельного причта в храме.
Небольшой ремонт был проведён в 1960—1961 годах и в 1974 году, а затем крупный ремонт был проведён в 1998 году к 100-летию храма.
С 1964 до 1996 года в храме не было своего священника, и приход окормляло духовенство из Нюрнберга-Эрлангена и Мюнхена. В 1983—1995 годы Валентина Николаевна Кессель-Ганияр с мужем следила за храмом, привлекая туда много туристов.
В настоящее время в храме на воскресных богослужениях бывают от 80 до 130 прихожан.

## Настоятели храма
- Протоиерей Александр Богачёв, 1944—1946
- Протоиерей Антоний Юнак, 1946—1950
- Протоиерей Михаил Загорянский, 1951—1965
- Иерей Иоанн Рыбчинский, 1965—1980
- Протоиерей Николай Артёмов, 1981—1996
- Протоиерей Евстафий Страх, 1996—1998
- Иерей Стефан Урбанович, 1998—1999
- Иерей Иоанн Червинский, 1999—2002
- Иерей Сергий Киселёв, 2002
- Иерей Александр Зайцев, 2002—2004
- Иерей Валерий Михеев, с 2004—2011
- Иерей Алексий Леммер, с 2011

## Архитектура, убранство
Церковь построена в неовизантийском стиле. Облицовка фасада произведена камнем-песчаником, купол покрыт сланцевым шифером и оловом. К церкви примыкает пристройка, в которой до Второй мировой войны располагался читальный зал. Ныне здесь находится приходской зал. Рядом с залом и в подвальном помещении расположены жилые комнаты.
Роспись храма выполнена в 1901 году Д. И. Кипликом, А. П. Блазновым и И. Поповым. В алтарной части изображена Евхаристия — причащение апостолов Христом. По стенам храма расположены изображения: Преображения Господня (на северной стороне) и явления Богоматери преподобному Сергию Радонежскому (на южной стороне). Иконостас написан в итальянском стиле.
В церкви хранится часть утвари бывших храмов Свято-Князь-Владимирского братства в Гамбурге (1901—1995), Бад-Брюккенау (1908—1920) и Швайнфурте (1945—1951).